# Lista de submarinos do Reino Unido
Esta é uma lista dos submarinos da Marinha Real Britânica, dispostos cronologicamente.

## Submarinos gasolina-elétricos

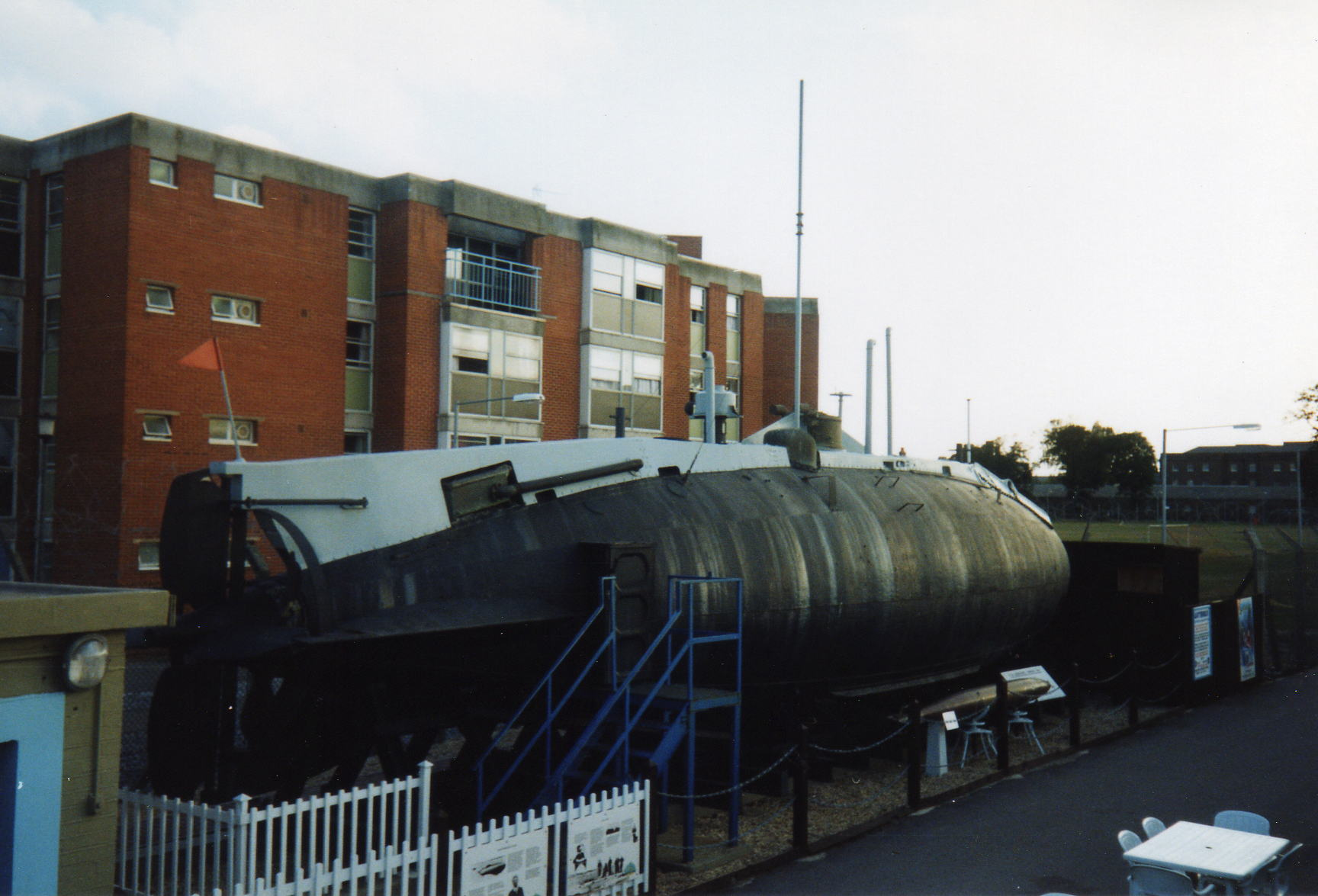
Subamarino HMS Holland 1, o primeiro submarino a servir na Marinha Real Britânica.

### Classe de submarinos Holland
Como em en:Holland class submarine
- Holland 1 - lançado: 2 de outubro de 1901 descomissionado: 5 de novembro de 1913 > como em en:HMS Holland 1
- Holland 2 - como em en:HMS Holland 2
- Holland 3 - como em en:HMS Holland 3
- Holland 4 - como em en:HMS Holland 4
- Holland 5 - como em en:HMS Holland 5

### Classe de submarinos A (1903)
Como em en:A class submarine (1903)

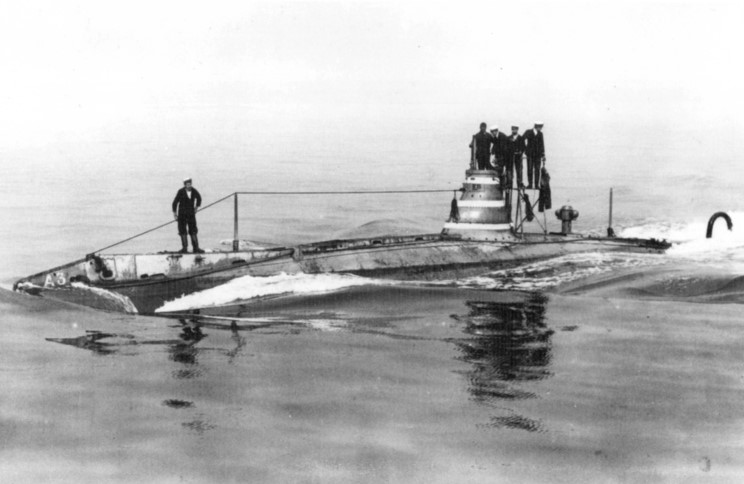
O submarino HMS A2 em.

- A1 - lançado: 9 de julho de 1902 > como em en:HMS A1
- A2 - como em en:HMS A2
- A3 - como em en:HMS A3
- A4 - como em en:HMS A4
- A5 - como em en:HMS A5
- A6 - como em en:HMS A6
- A7 - como em en:HMS A7
- A8 - como em en:HMS A8
- A9 - como em en:HMS A9
- A10 - como em en:HMS A10
- A11 - como em en:HMS A11
- A12 - como em en:HMS A12
- A13 - como em en:HMS A13

### Classe de submarinos britânicos B

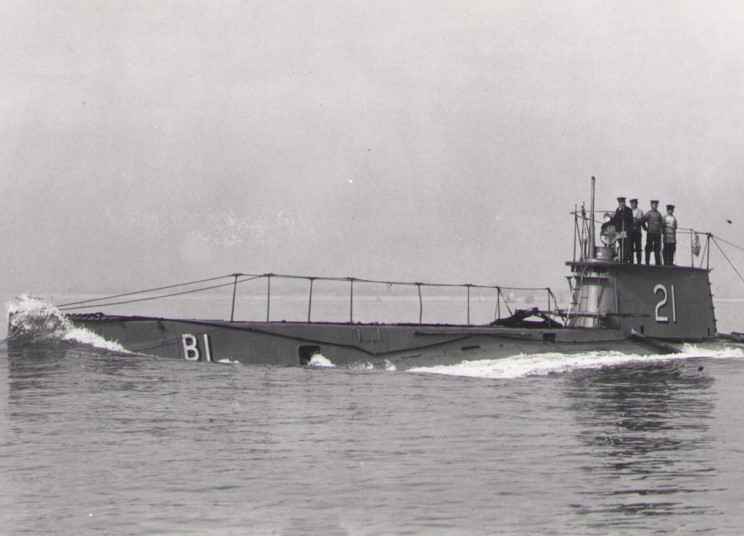
O HMS B1, local e data desconhecidos.

Como em en:British B class submarine
- 11 submarinos, 1904-1906
- B1 (1904)
- B2 (1905)
- B3 (1905)
- B4 (1905)
- B5 (1905)
- B6 (1905)
- B7 (1905)
- B8 (1906)
- B9 (1906)
- B10 (1906)
- B11 (1906)

### Classe de submarinos britânicos C

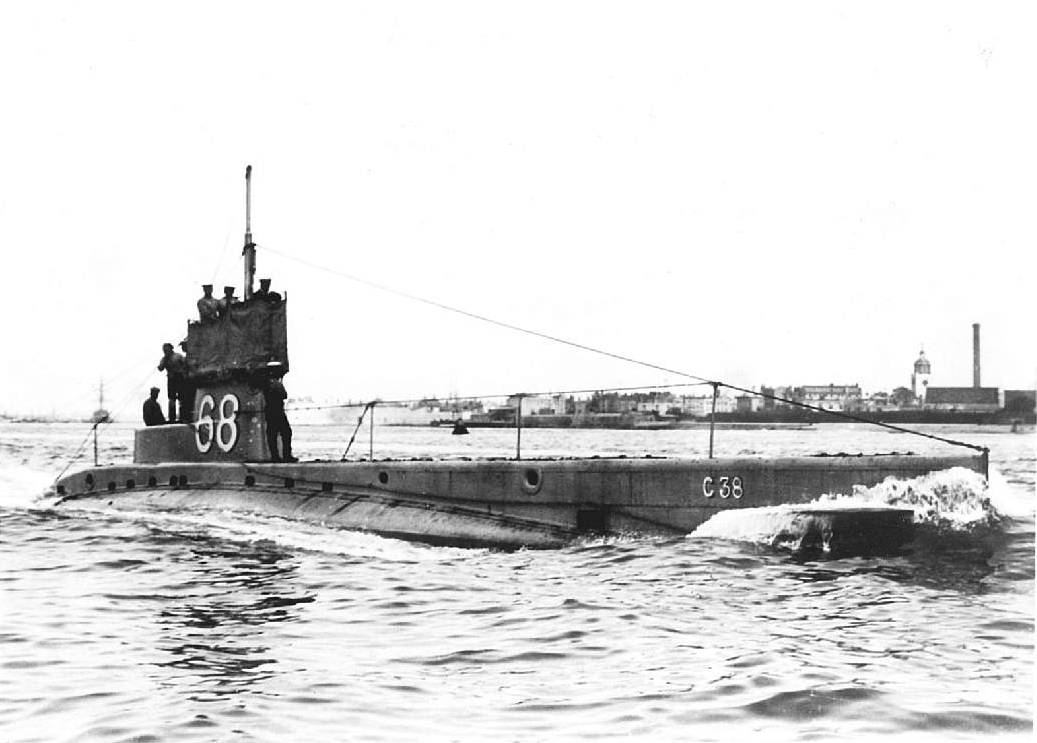
O HMS C38.

Como em en:British C class submarine
- 38 submarinos, 1906-1910

| Grupo 1 - C-1 - C-2 - C-3 - C-4 - C-5 - C-6 - C-7 - C-8 - C-9 - C-10 - C-11 - C-12 - C-13 - C-14 - C-15 - C-16 - C-17 - C-18 | Grupo 2 - C-19 - C-20 - C-21 - C-22 - C-23 - C-24 - C-25 - C-26 - C-27 - C-28 - C-29 - C-30 - C-31 - C-32 - C-33 - C-34 - C-35 - C-36 - C-37 - C-38 |

## Pré-Segunda Guerra

### Classe de submarinos britânicos D
Como em en:British D class submarine

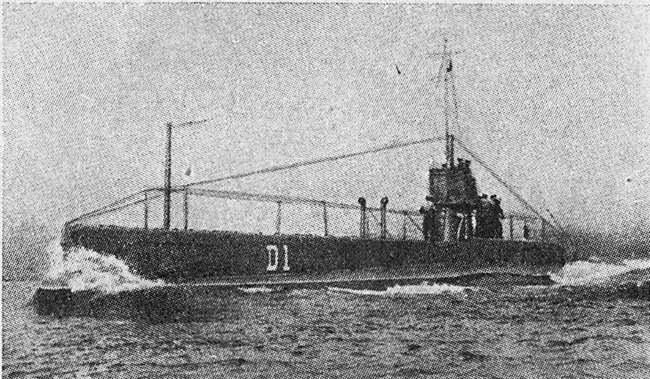
O HMS D1, 1915.

- 8 submarinos lançados entre 1907-1910
- D1 - como em en:HMS D1
- D2 - como em en:HMS D2
- D3 - como em en:HMS D3
- D4 - como em en:HMS D4
- D5 - como em en:HMS D5
- D6 - como em en:HMS D6
- D7 - como em en:HMS D7
- D8 - como em en:HMS D8

### Classe de submarinos britânicos E
Como em en:British E class submarine
| Grupo 1 - E1 (1912) - E2 (1912) - E3 (1912) - E4 (1912) - E5 (1912) - E6 (1912) - E7 (1913) - E8 (1913) - AE1 construído para a Marinha Real Australiana. - AE2 construído para a Marinha Real Australiana. | Grupo 2 - E9 (1913) - E10 (1914) - E11 (1914) - E12 (1914) - E13 (1914) - E14 (1914) - E15 (1914) - E16 (1914) - E17 (1915) - E18 (1915) - E19 (1915) - E20 (1915) |

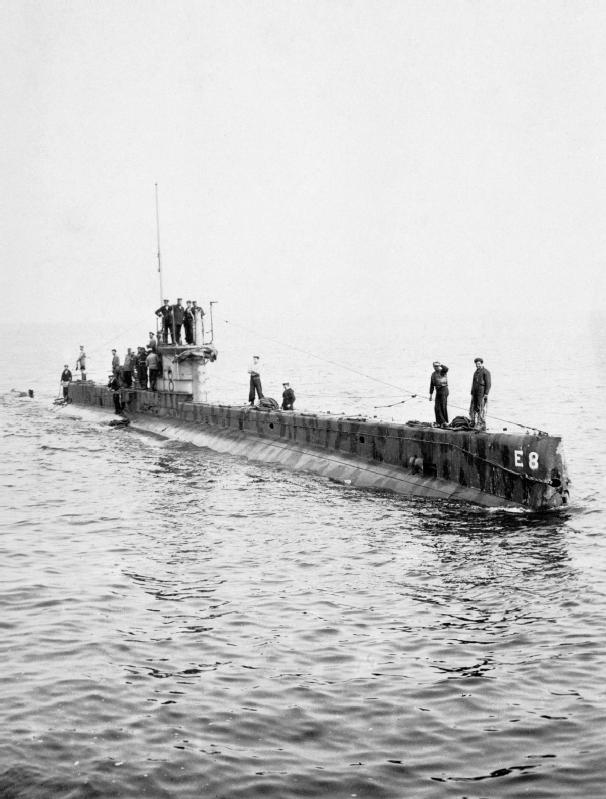
O HMS E8 no verão de 1916.

Grupo 3
| - E21 (1915) - E22 (1915) - E23 (1915) - E24 (1915) - E25 (1915) - E26 (1915) - E27 (1915) - HMS E28 (1915) - E29 (1915) - E30 (1915) - E31 (1915) - E32 (1916) - E33 (1916) - E34 (1917) - E35 (1916) - E36 (1916) - E37 (1915) - E38 (1916) | - E39 (1916) - E40 (1916) - E41 (1915) - E42 (1915) - E43 (1915) - E44 (1916) - E45 (1916) - E46 (1916) - E47 (1916) - E48 (1916) - E49 (1916) - E50 (1916) - E51 (1916) - E52 (1917) - E53 (1916) - E54 (1916) - E55 (1916) - E56 (1916) |

### Classe de submarinos britânicos F
Como em en:British F class submarine
- F1 (1913)
- F2 (1917)
- F3 (1916)

### Classe de submarinos britânicos G
Como em en:British G class submarine
- G1 (1915)
- G2 (1915)
- G3 (1916)
- G4 (1915)
- G5 (1915)
- G6 (1915)
- G7 (1916)
- G8 (1916)
- G9 (1916)
- G10 (1916)
- G11 (1916)
- G12 (1916)
- G13 (1916)
- G14 (1917)

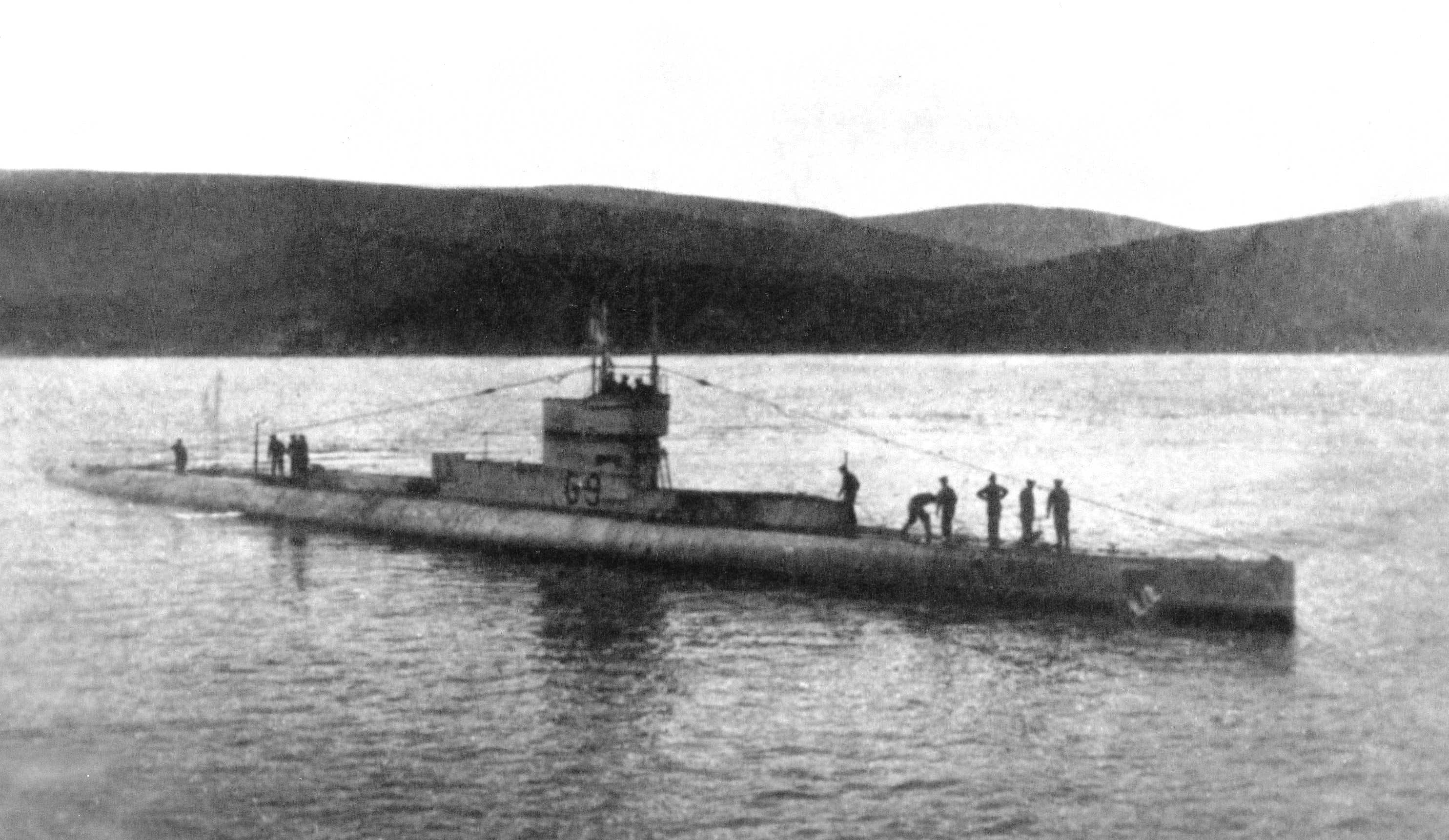
O HMS G9 em Scapa Flow em 1917.

- HMS G15 (cancelado 20 de abril de 1915)

### Classe de submarinos britânicos H
Como em en:British H class submarine
| Grupo 1 - H1 (1915) - H2 (1915) - H3 (1915) - H4 (1915) - H5 (1915) - H6 (1915) - H7 (1915) - H8 (1915) - H9 (1915) - H10 (1915) | Grupo 2 - H11 (1915) - H12 (1915) - H13 (1918) - CH-14 (1915) transferido para Marinha Real do Canadá - CH-15 (1915) transferido para Marinha Real do Canadá - H16 (1918) - H17 (1918) - H18 (1918) - H19 (1918) - H20 (1918) | Grupo 3 - H21 (1918) - H22 (1918) - H23 (1918) - H24 (1918) - H25 (1918) - H26 (1918) - H28 (1918) - H29 (1918) - H30 (1918) - H31 (1919) - H32 (1919) - H33 (1919) - H34 (1919) Números H35 a H40 não usados - H41 (1918) - H42 (1919) - H43 (1919) - H44 (1920) Números H45 e H46 cancelados - H47 (1919) - H48 (1919) - H49 (1919) - H50 (1920) - H51 (1919) - H52 (1919) Números H53 e H54 cancelados |

### Classe de submarinos britânicos J
Como em en:British J class submarine
- J1 (1915)
- J2 (1915)
- J3 (1915)
- J4 (1916)
- J5 (1915)
- J6 (1915)
- J7 (1917)

### Classe de submarinos britânicos K
Como em en:British K class submarine
- - HMS K1 - como em en:HMS K1
  - HMS K2 - como em en:HMS K2
  - HMS K3 - como em en:HMS K3
  - HMS K4 - como em en:HMS K4
  - HMS K5 - como em en:HMS K5
  - HMS K6 - como em en:HMS K6
  - HMS K7 - como em en:HMS K7
  - HMS K8 - como em en:HMS K8
  - HMS K9 - como em en:HMS K9
  - HMS K10 - como em en:HMS K10
  - HMS K11 - como em en:HMS K11
  - HMS K12 - como em en:HMS K12
  - HMS K13 - como em en:HMS K13
  - HMS K14 - como em en:HMS K14
  - HMS K15 - como em en:HMS K15
  - HMS K16 - como em en:HMS K16
  - HMS K17 - como em en:HMS K17
  - HMS K26 - como em en:HMS K26

### Classe de submarinos britânicos L
Como em en:British L-class submarine
| Grupo 1 - HMS L1 - HMS L2 - HMS L3 - HMS L4 - HMS L5 - HMS L6 - HMS L7 - HMS L8 | Grupo 2 - HMS L9 - HMS L10 - HMS L11 - HMS L12 - HMS L13 - HMS L14 - HMS L15 - HMS L16 - HMS L17 - HMS L18 - HMS L19 - HMS L20 - HMS L21 - HMS L22 - HMS L23 - HMS L24 - HMS L25 - HMS L26 - HMS L27 - Os submarinos L28 a L32 foram desmanchados após o início da construção. - HMS L33 - L34 e L35 foram cancelados. - L36 a L49 não pedidos. - L50 e L51 foram cancelados. | Grupo 3 - HMS L52 - HMS L53 - HMS L54 - HMS L55 - HMS L56 - L57 a L68 foram cancelados. - HMS L69 - L70 foi cancelado. - HMS L71 - L72 a L74 cancelados. |

### Classe de submarinos britânicos M
Como em en:British M class submarine
- M1 (1917)
- M2 (1919)
- M3 (1919)
- M4 (1917 batimento)

### Classe de submarinos Nautilus (1917)
Como em en:Nautilus class submarine (1917)
- Nautilus - como em en:HMS Nautilus (1914)

### Classe de submarinos britânicos R
Como em en:British R class submarine
- HMS R1
- HMS R2
- HMS R3
- HMS R4
- HMS R5 - cancelado ainda em construção.
- HMS R6 - cancelado ainda em construção.
- HMS R7
- HMS R8
- HMS R9
- HMS R10
- HMS R11
- HMS R12

### Classe de submarinos britânicos S (1914)
Como em en:British S class submarine (1914)
- S1
- S2
- S3

### Classe de submarinos britânicos S
Como em en:British S class submarine (1931)
Grupo 1 (1929-1930)
- Swordfish - como em en:HMS Swordfish (61S)
- Sturgeon - como em en:HMS Sturgeon (73S)
- Seahorse - como em en:HMS Seahorse (98S)
- Starfish - como em en:HMS Starfish (19S)

Grupo 2 (1931-1935)
- Sealion - como em en:HMS Sealion (72S)
- Shark - como em en:HMS Shark (54S)
- Snapper - como em en:HMS Snapper (39S)
- Salmon - como em en:HMS Salmon (N65)
- Spearfish - como em en:HMS Spearfish (69S)
- Sunfish - como em en:HMS Sunfish (81S)
- Sterlet - como em en:HMS Sterlet (2S)

Grupo 3 (1939)
- Safari - como em en:HMS Safari (P211)
- Sahib - como em en:HMS Sahib (P212)
- Saracen - como em en:HMS Saracen (P247)
- Satyr - como em en:HMS Satyr (P214)
- Sceptre - como em en:HMS Sceptre (P215)
- Seadog - como em en:HMS Seadog (P216)
- Sibyl - como em en:HMS Sibyl (P217)
- Sea Rover - como em en:HMS Sea Rover (P218)
- Seraph - como em en:HMS Seraph (P219)
- Shakespeare - como em en:HMS Shakespeare (P221)
- P222 - como em en:HMS P222
- Sea Nymph - como em en:HMS Sea Nymph (P223)
- Sickle - como em en:HMS Sickle (P224)
- Simoon - como em en:HMS Simoon (P225)
- Sidar - como em en:HMS Sidar (P226)
- Spiteful - como em en:HMS Spiteful (P227)
- Splendid - como em en:HMS Splendid (P228)
- Sportsman - como em en:HMS Sportsman (P229)
- Outros sete foram encomendados, (P81 à P87) sob o programa de 1940, mas foram cancelados em 1943.

Grupo 3 (1941-1943)
- Stoic - como em en:HMS Stoic (P231)
- Stonehenge - como em en:HMS Stonehenge (P232)
- Storm - como em en:HMS Storm (P233)
- Stratagem - como em en:HMS Stratagem (P234)
- Strongbow - como em en:HMS Strongbow (P235)
- Spark - como em en:HMS Spark (P236)
- Scythian - como em en:HMS Scythian (P237)
- Stubborn - como em en:HMS Stubborn (P238)
- Surf - como em en:HMS Surf (P239)
- Syrtis - como em en:HMS Syrtis (P241)
- Shalimar - como em en:HMS Shalimar (P242)
- Scotsman - como em en:HMS Scotsman (P243)
- Sea Devil - como em en:HMS Sea Devil (P244)
- Spirit - como em en:HMS Spirit (P245)
- Statesman - como em en:HMS Statesman (P246)
- Sturdy - como em en:HMS Sturdy (P248)
- Stygian - como em en:HMS Stygian (P249)
- Subtle - como em en:HMS Subtle (P251)
- Supreme - como em en:HMS Supreme (P252)
- Sea Scout - como em en:HMS Sea Scout (P253)
- Selene - como em en:HMS Selene (P254)
- Seneschal - como em en:HMS Seneschal (P255)
- Sentinel - como em en:HMS Sentinel (P256)
- Sidon - como em en:HMS Sidon (P259)
- Sleuth - como em en:HMS Sleuth (P261)
- Solent - como em en:HMS Solent (P262)
- Spearhead - como em en:HMS Spearhead (P263)
- Springer - como em en:HMS Springer (P264) - vendido para Israel e re-comissionado em agosto de 1959 como INS Tanin (S71).
- Saga - como em en:HMS Saga (P257)
- Scorcher - como em en:HMS Scorcher (P258)
- Spur - como em en:HMS Spur
- Sanguine - como em en:HMS Sanguine (P266)  - vendido para Israel e re-comissionado em agosto de 1959 como INS Rahav
- HMS Sea Robin (P267) - cancelado
- HMS Sprightly (P268) - cancelado
- HMS Surface (P269) - cancelado
- HMS Surge (P271) - cancelado

### Classe de submarinos britânicos T
Como em en:British T class submarine
Grupo 1 (1935-1938)
- Triton - como em en:HMS Triton (N15)
- Thetis - como em en:HMS Thetis (N25) , renomeado para Thunderbolt
- Tribune - como em en:HMS Tribune (N76)
- Trident - como em en:HMS Trident (N52)
- Triumph
- Taku - como em en:HMS Taku (N38)
- Tarpon - como em en:HMS Tarpon (N17)
- Thistle - como em en:HMS Thistle (N24)
- Tigris - como em en:HMS Tigris (N63)
- Triad - como em en:HMS Triad (N53)
- Truant - como em en:HMS Truant (N68)
- Tuna - como em en:HMS Tuna (N94)
- Talisman - como em en:HMS Talisman (N78)
- Tetrarch - como em en:HMS Tetrarch (N77)
- Torbay - como em en:HMS Torbay (N79)

Grupo 2 (1939)
- Tempest - como em en:HMS Tempest (N86)
- Thorn - como em en:HMS Thorn (N11)
- Thrasher - como em en:HMS Thrasher (N37)
- Traveller - como em en:HMS Traveller (N48)
- Trooper - como em en:HMS Trooper (N91)
- Trusty - como em en:HMS Trusty (N45)
- Turbulent - como em en:HMS Turbulent (N98)

Grupo 3 (1940-1942)
- P311 - como em en:HMS P311 , posteriormente nomeado como Tutankhamen
- Trespasser - como em en:HMS Trespasser (P312)
- Taurus - como em en:HMS Taurus (P399) , transferido para os Países Baixos, renomeado para Dolfijn
- Tactician - como em en:HMS Tactician (P314)
- Truculent - como em en:HMS Truculent (P315)
- Templar - como em en:HMS Templar (P316)
- Tally-Ho - como em en:HMS Tally-Ho (P317)
- Tantalus - como em en:HMS Tantalus (P318)
- Tantivy - como em en:HMS Tantivy (P319)
- Telemachus - como em en:HMS Telemachus (P321)
- Talent (P322) - como em en:HMS Talent (P322) , transferido para os Países Baixos, renomeado para Zwaardvisch
- Terrapin - como em en:HMS Terrapin (P323)
- Thorough - como em en:HMS Thorough (P324)
- Thule - como em en:HMS Thule (P325)
- Tudor - como em en:HMS Tudor (P326)
- Tireless - como em en:HMS Tireless (P327)
- Token - como em en:HMS Token (P328)
- Tradewind - como em en:HMS Tradewind
- Trenchant - como em en:HMS Trenchant (P331)
- Tiptoe - como em en:HMS Tiptoe (P332)
- Trump - como em en:HMS Trump (P333)
- Taciturn - como em en:HMS Taciturn (P314)
- Tapir - como em en:HMS Tapir (P335) , transferido para os Países Baixos, renomeado para Zeehond (2)
- Tarn - como em en:HMS Tarn (P336) , transferido para os Países Baixos, renomeado para Tijgerhaai
- Talent (P337) - como em en:HMS Talent (P337)
- Teredo - como em en:HMS Teredo (P338)
- Tabard - como em en:HMS Tabard (P342)
- Totem - como em en:HMS Totem (P352)
- Truncheon - como em en:HMS Truncheon (P353)
- Turpin - como em en:HMS Turpin (P354)
- Thermopylae - como em en:HMS Thermopylae (P355)
- Outros nove submarinos foram encomendados mas cancelados em 29 de outubro de 1945, seguindo ao fim das hostilidades.
- HMS Thor (P349) lançado em 18 de abril de 1944 foi vendido para desmanche após o fim da guerra.
- Tiara - como em en:HMS Tiara (P351)
- Theban (P341)
- Talent (P343)
- Threat (P344)
- outros quatro submarinos foram lançados mas não foram nomeados, tiveram as numerações P345, P346, P347 e P348.

### Classe de submarinos britânicos V
Como em en:British V class submarine (1914)
- V1
- V2
- V3
- V4

### Classe de submarinos britânicos W
Como em en:British W class submarine
- W1
- W2
- W3
- W4

### HMS X1
- HMS X1 - como em en:HMS X1

### Classe de submarinos Odin
Como em en:Odin class submarine
- Oberon - como em en:HMS Oberon (P21)
- Otway - como em en:HMAS Otway (1927)
- Oxley - como em en:HMS Oxley
- Odin - como em en:HMS Odin (N84)
- Olympus - como em en:HMS Olympus (N35)
- Orpheus
- Osiris - como em en:HMS Osiris (N67)
- Oswald
- Otus - como em en:HMS Otus (N92)

### Classe de submarinos Parthian
Como em en:Parthian class submarine
- Pandora - como em en:HMS Pandora (N42)
- Parthian - como em en:HMS Parthian (N75)
- Perseus - como em en:HMS Perseus (N36)
- Phoenix - como em en:HMS Phoenix (N96)
- Poseidon - como em en:HMS Poseidon (1929)
- Proteus - como em en:HMS Proteus (N29)

### Classe de submarinos Rainbow
Como em en:Rainbow class submarine
- Rainbow - como em en:HMS Rainbow (N16)
- Regent - como em en:HMS Regent (N41)
- Regulus - como em en:HMS Regulus (N88)
- Rover - como em en:HMS Rover (N62)

### Classe de submarinos River ou Thames
Como em en:River class submarine
- Thames - como em en:HMS Thames (N71)
- Severn - como em en:HMS Severn (N57)
- Clyde - como em en:HMS Clyde (N12)

### Classe de submarinos Grampus
Como em en:Grampus class submarine
- Porpoise - como em en:HMS Porpoise (N14)
- Grampus - como em en:HMS Grampus (N56)
- Narwhal - como em en:HMS Narwhal (N45)
- Rorqual - como em en:HMS Rorqual (N74)
- Cachalot - como em en:HMS Cachalot (N83)
- Seal - como em en:HMS Seal (N37)